# Bangkok-Aquarium

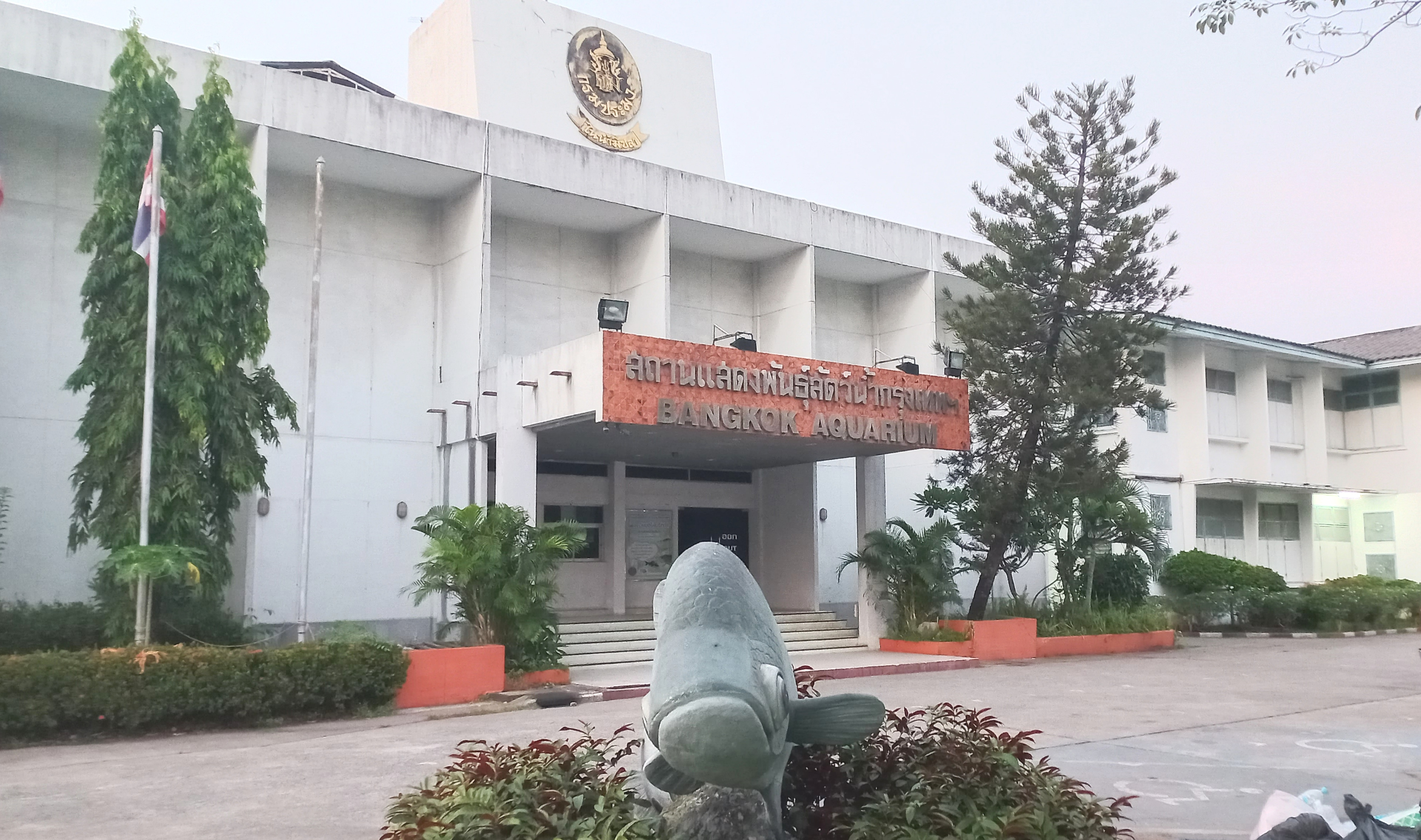
Das Bangkok-Aquarium

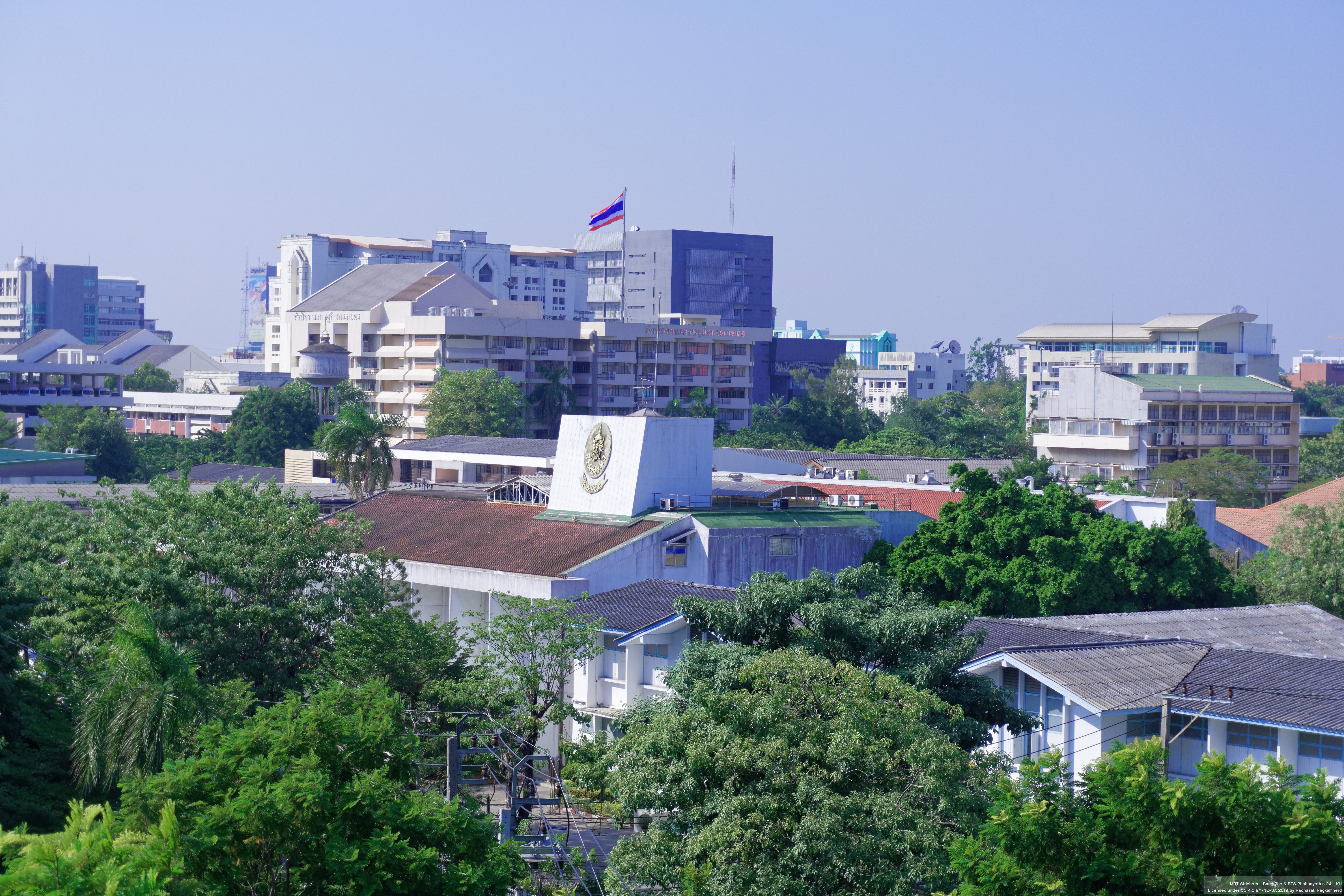
Das Bangkok-Aquarium auf dem Gelände der Kasetsart-Universität

Das Bangkok-Aquarium (Thai: สถานแสดงพันธุ์สัตว์น้ำจืดกรุงเทพมหานคร oder auch สถานแสดงพันธุ์สัตว์น้ำกรุงเทพฯ) ist das älteste Aquarium in Thailand.
Das Bangkok-Aquarium wurde 1940 gegründet und befindet sich auf dem Universitätsgelände der Kasetsart-Universität in Bangkok. Es beheimatet über 560 Arten von Süßwasserfischen des Landes und rund 100 Arten an Wasserpflanzen. Zu den Fischarten zählen
- der Vielfraß-Haiwels
- die Riesenbarbe, auch Siamesischer Riesenkarpfen genannt
- der Siamesische Tigerfisch (Datnioides microlepis)

Das Aquarium untersteht der thailändischen Fischereibehörde und wird von dieser auch betrieben.